# Annasäule (Innsbruck)

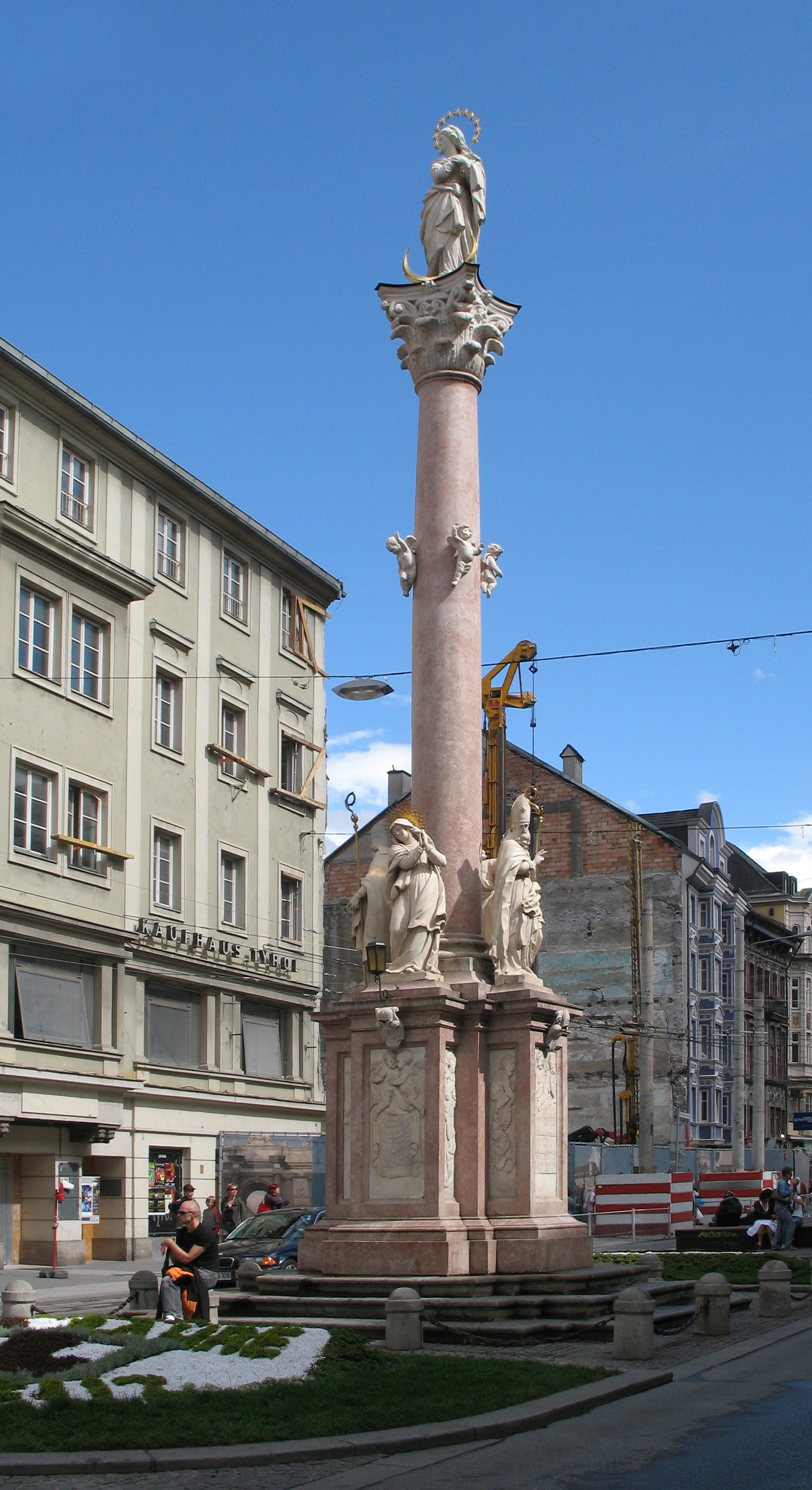
Annasäule in Innsbruck, Innenstadt

Die Annasäule steht in der Innsbrucker Maria-Theresien-Straße.
Sie erhielt ihren Namen 1703 nach dem Annatag (26. Juli), an dem die letzten der im Rahmen des Spanischen Erbfolgekrieges in Tirol eingefallenen bayerischen Truppen vertrieben waren („Bayrischer Rummel“). Zum Dank gelobten die Landstände 1704 die Errichtung eines Denkmals.
Dieses wurde vom Trentiner Bildhauer Cristoforo Benedetti aus rotem Kramsacher Marmor geschaffen. Auf dem Sockel befinden sich vier Heiligenstatuen:
- Im Norden die heilige Anna, die Mutter Marias.
- Im Westen Kassian, der Patron der Diözese Brixen.
- Im Osten Vigilius von Trient, Patron der Diözese Trient.
- Im Süden Georg mit Drachen und Lanze, damals und seit 2006 wieder Landespatron (jetzt neben dem hl. Josef).

Überragt werden diese vier durch die Säule mit der Statue der Mondsichelmadonna.
Am 26. Juli 1706 wurde das Denkmal vom Brixner Fürstbischof Kaspar Ignaz Graf Künigl gesegnet. Es wurde im Lauf der Jahrhunderte mehrfach restauriert. 1958 wurde, vor allem aus konservatorischen Gründen, die Marienfigur durch eine Kopie von Franz Roilo ersetzt und das Original als Leihgabe der Abtei St. Georgenberg-Fiecht übergeben, wo es in einer Seitenkapelle der Stiftskirche Fiecht (nahe Schwaz) über dem Marienaltar aufgestellt ist.
Am 10. Oktober 2009 wurden auch die Heiligenfiguren am Sockel des Denkmals ersetzt. Originale der Heiligenfiguren befinden sich nun im ersten Stock des alten Landhauses in Innsbruck.

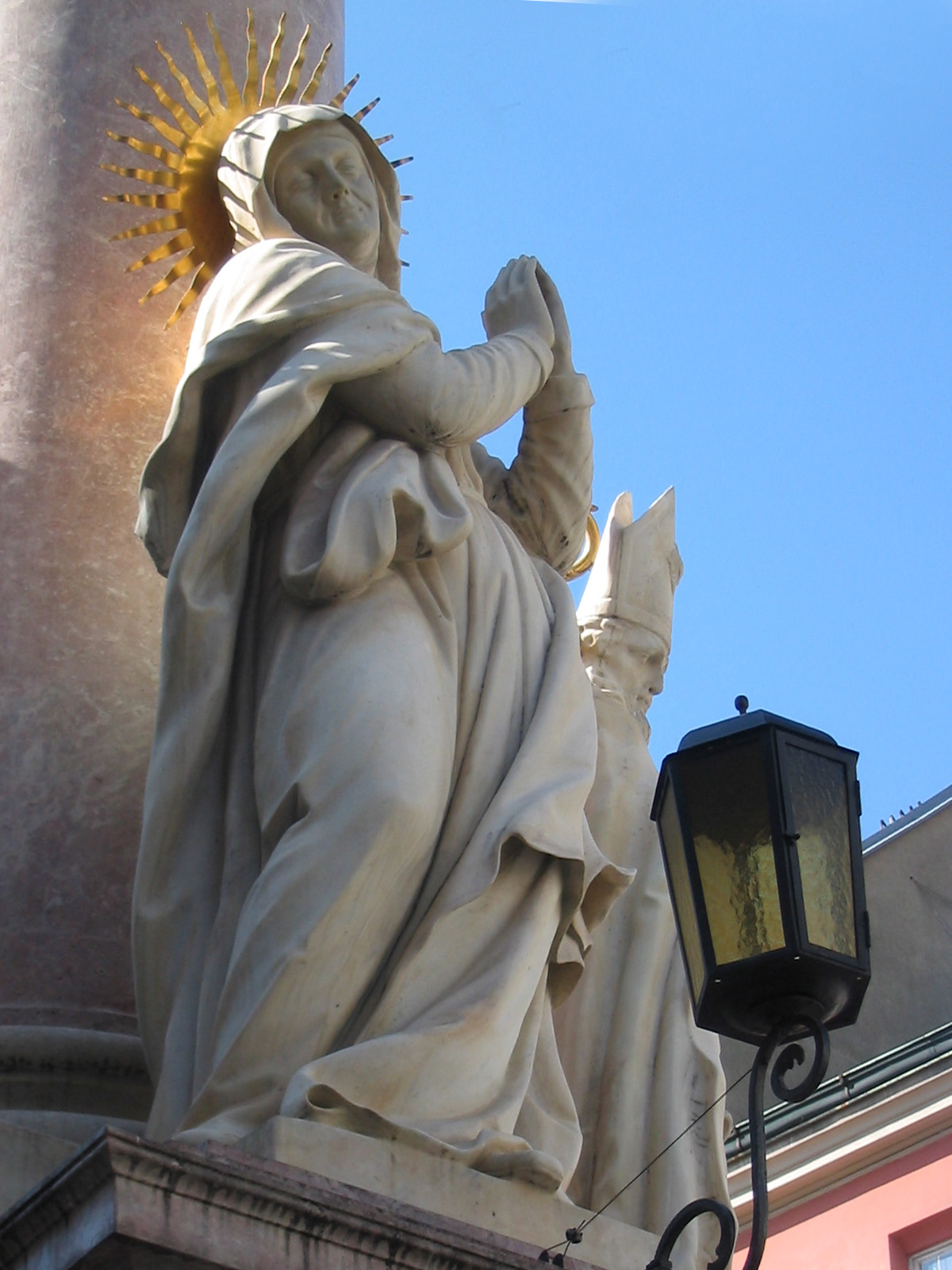
Hl. Anna
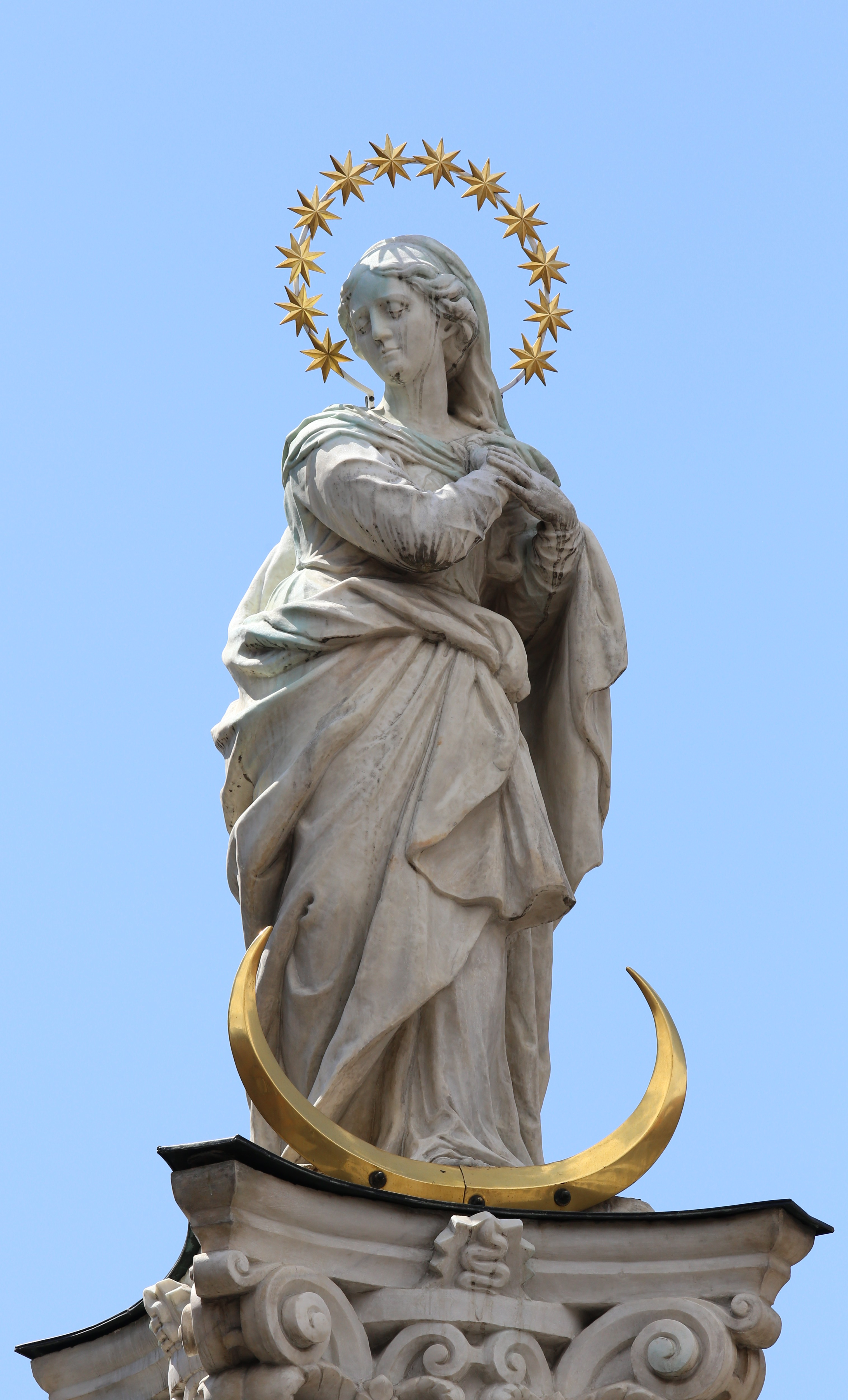
Marienstatue, seit 1958
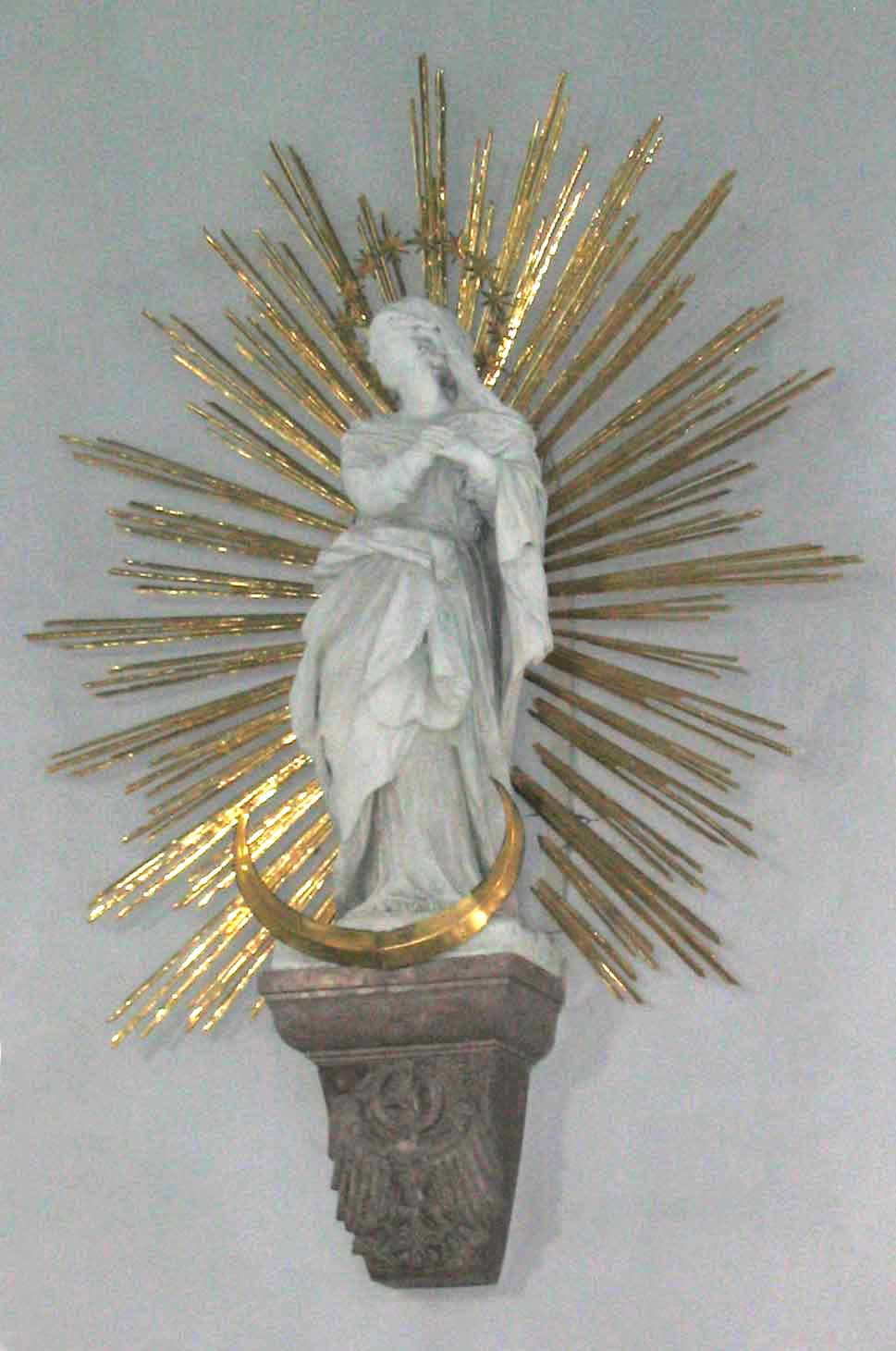
Originale Marienstatue Benedettis, 1706
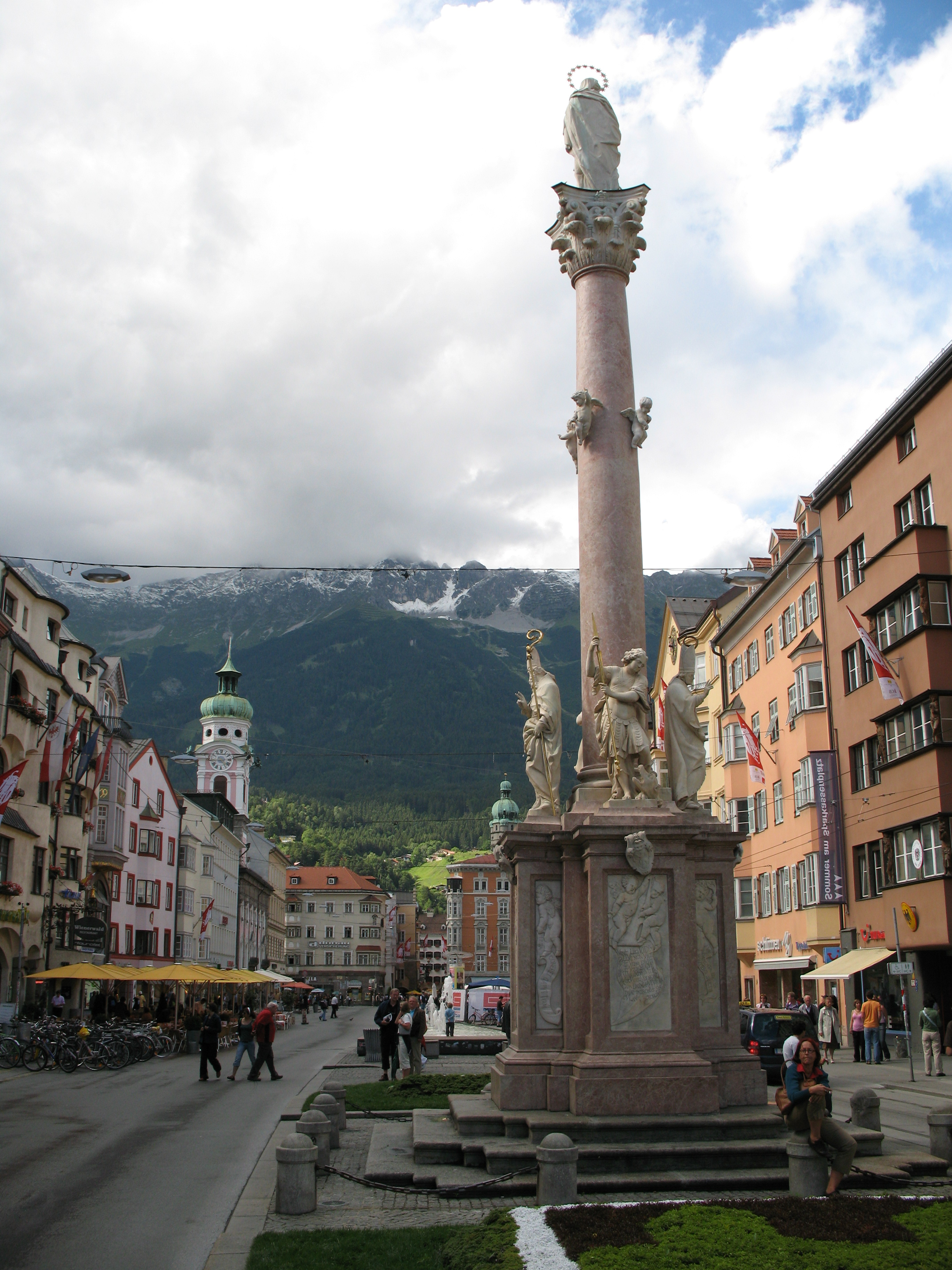
Annasäule von Süden, mit Nordkette
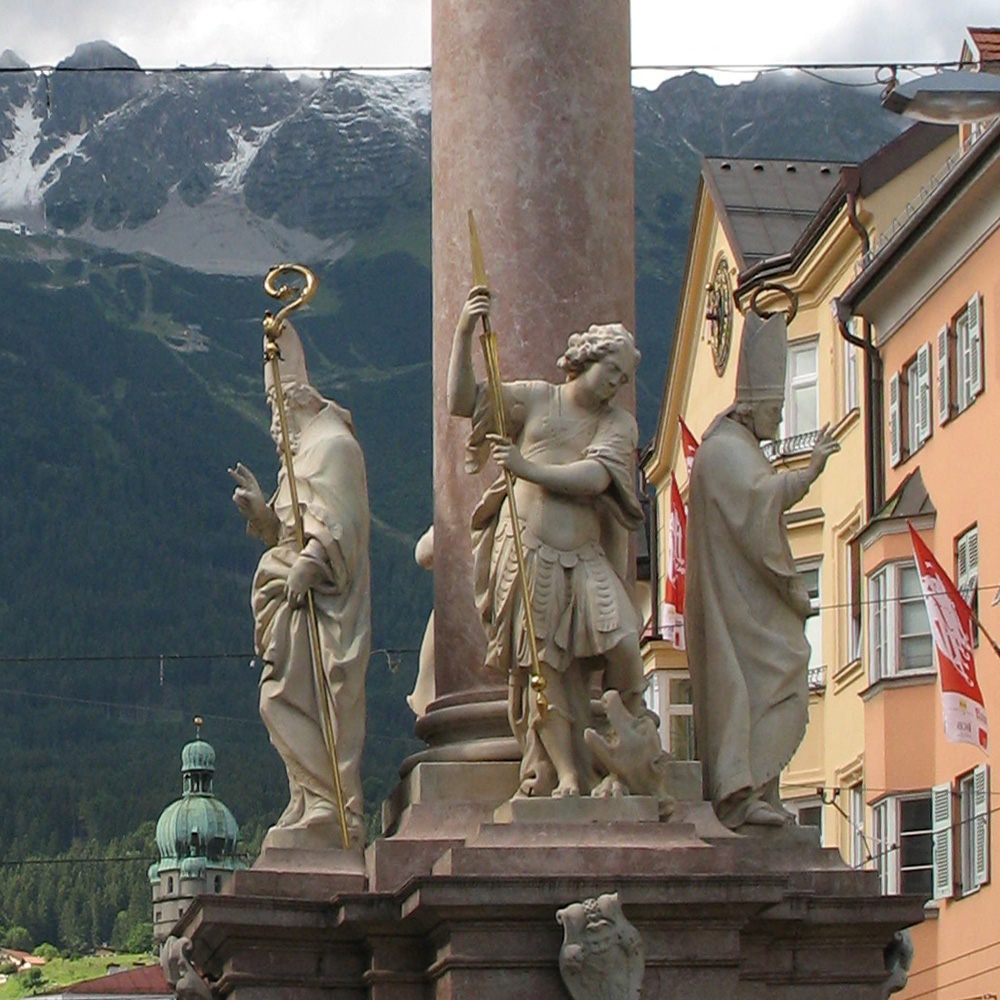
Von Süden (von l. n. r.): Kassian, Georg, Vigilius
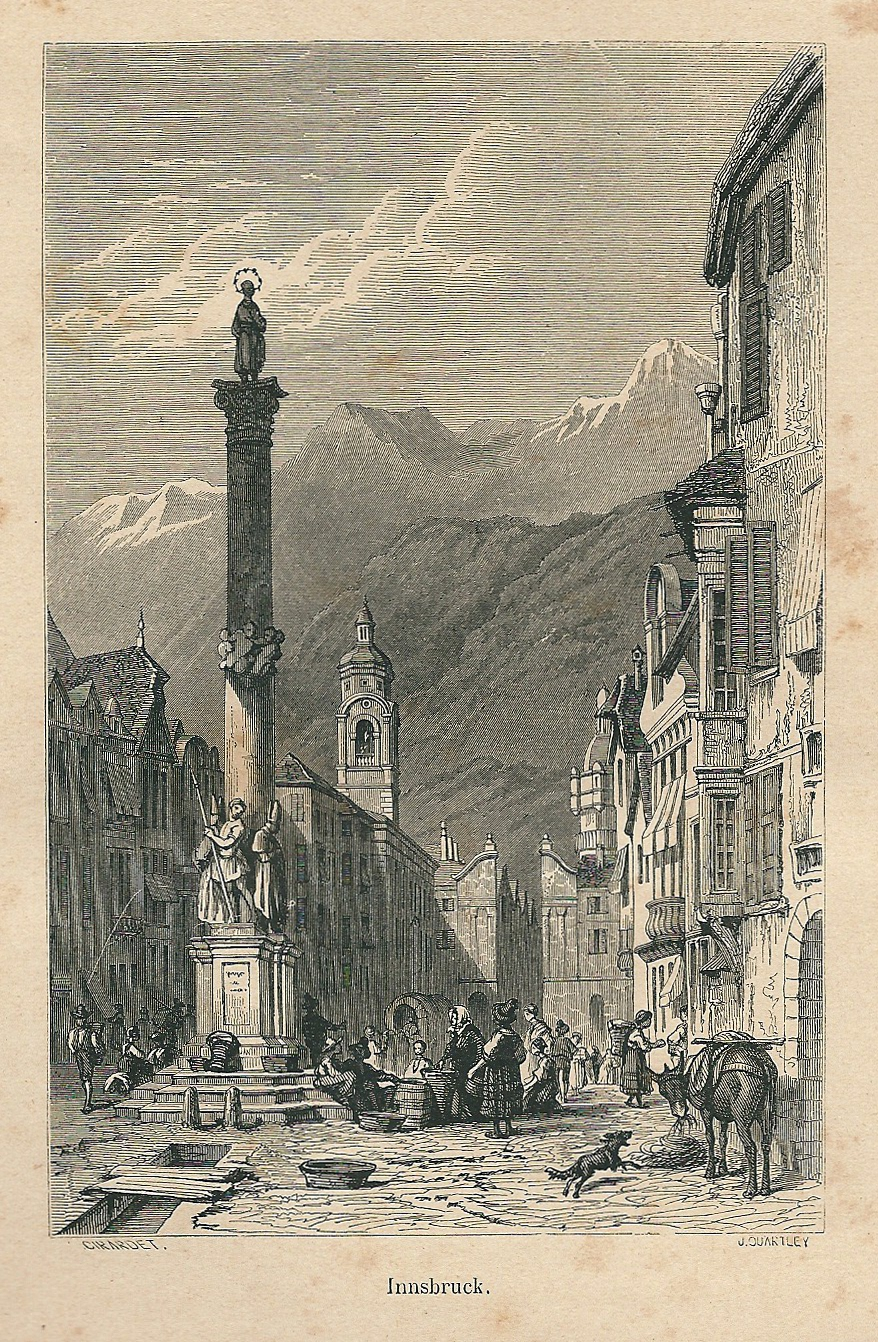
Historische Ansicht (vor 1893)